# إليوشن إل-80
إليوشن إل-80 (بالإنجليزية: Ilyushin Il-80) هي من صناعة إليوشن. كان أول طيران لها في 5 مارس 1987.